# Alemanha Oriental nos Jogos Olímpicos de Inverno de 1988
A Alemanha Oriental mandou 53 competidores que disputaram onze modalidades nos Jogos Olímpicos de Inverno de 1988, em Calgary, no Canadá. A delegação conquistou 25 medalhas no total, sendo nove de ouro, dez de prata, e seis de bronze.